# إلياس بيترسون
إلياس بيترسون (بالسويدية: Elias Pettersson) هو لاعب هوكي الجليد سويدي، ولد في 12 نوفمبر 1998 في سوندسفال في السويد.

## وصلات خارجية
- إلياس بيترسون على موقع دوري الهوكي الوطني (الإنجليزية)
- إلياس بيترسون على موقع EliteProspects.com (الإنجليزية)
- إلياس بيترسون على موقع Eurohockey.com (الإنجليزية)
- إلياس بيترسون على موقع HockeyDB.com (الإنجليزية)
- إلياس بيترسون على موقع Hockey-Reference.com (الإنجليزية)